# Rhodobates emorsus
Rhodobates emorsus är en fjärilsart som beskrevs av László Anthony Gozmány. Rhodobates emorsus ingår i släktet Rhodobates och familjen äkta malar. Inga underarter finns listade.